# Sergei Movsessian
Sergei ou Sergueï Movsessian (en russe : Сергей Мовсесян, en arménien : Սերգեյ Մովսեսյան, transcription anglaise : Sergei Movsesian), né le 3 novembre 1978 à Tbilissi (Géorgie), est un grand maître international du jeu d'échecs arménien, vice-champion d'Europe en 2008.
Au 1er août 2014, il est le 69e joueur mondial, avec un classement Elo de 2 672 points.

## Biographie et carrière
Movsessian est né en Géorgie. Il a joué pour l'Arménie en 1996, puis il a joué jusqu'en 2002 pour la République tchèque, puis de 2002 à 2010 pour la Slovaquie. Il joue depuis 2010 pour l'Arménie

### Palmarès
Movsessian a remporté :
- Zlinn en 1995 et 1998 ;
- Lázně Bohdaneč en 1966 ;
- le tournoi de Prague en 1999 ;
- le tournoi de Sarajevo en 2002 et 2007 ;
- Karlovy Vary en 2007 ;
- le mémorial Tchigorine à Saint-Pétersbourg en 2007 ;
- le tournoi de Wijk aan Zee B en 2008 ;
- la médaille d'argent au championnat d'Europe d'échecs individuel en 2008.

En 2013, il finit 1er-10e ex æquo du championnat d'Europe et septième au départage.

### Championnats du monde et coupes du monde
Movsessian a participé quatre fois aux championnats du monde de la Fédération internationale des échecs :
- en 1999, à Las Vegas, où il fut éliminé en quart de finale par Vladimir Akopian, après avoir battu Goran Dizdar, Péter Lékó et Alekseï Fiodorov ;
- en 2000, 2001 et 2004.

Il a participé à la Coupe du monde d'échecs : 
- en 2000, à Shenyang, où il fut éliminé en quart de finale par Gilberto Milos ;
- en 2005, 2009, 2011, 2013 et 2019.

| Année | Lieu                                  | Résultat        | Ultime adversaire     | Adversaires battus                        |
| ----- | ------------------------------------- | --------------- | --------------------- | ----------------------------------------- |
| 1999  | Las Vegas (championnat du monde FIDE) | quert de finale | Kiril Georgiev        | Goran Dizdar, Péter Lékó Alekseï Fiodorov |
| 2000  | Shenyang (coupe du monde)             | quart de finale | Gilberto Milos        |                                           |
| 2000  | New Delhi                             | troisième tour  | Jaan Ehlvest          | Viorel Iordăchescu                        |
| 2001  | Moscou                                | deuxième tour   | Zurab Azmaiparashvili | Vadim Malakhatko                          |
| 2004  | Tripoli                               | troisième tour  | Veselin Topalov       | Konstantin Landa, Péter Ács               |
| 2005  | Khanty-Mansiïsk (coupe du monde)      | premier tour    | Mark Paragua          |                                           |
| 2009  | Khanty-Mansiïsk (coupe du monde)      | premier tour    | Yu Yangyi             |                                           |
| 2011  | Khanty-Mansiïsk (coupe du monde)      | deuxième tour   | Judit Polgár          | Hou Yifan                                 |
| 2013  | Tromsø                                | premier tour    | Jon Ludvig Hammer.    |                                           |
| 2019  | Khanty-Mansiïsk                       | deuxième tour   | Ding Liren            | Grigori Oparine                           |

### Compétitions par équipe
Avec l'équipe d'Arménie, il a remporté le championnat du monde d'échecs par équipes en 2011 et l'olympiade d'échecs de 2012 à Istanbul.
En 2015, il remporta la médaille de bronze par équipe lors du championnat du monde d'échecs par équipes et la médaille d'argent par équipe au championnat d'Europe d'échecs des nations.